# Hermodice savignyi
Hermodice savignyi är en ringmaskart som först beskrevs av Gaspard Auguste Brullé 1832.  Hermodice savignyi ingår i släktet Hermodice och familjen Amphinomidae. Inga underarter finns listade i Catalogue of Life.